# Loi sur l'accès aux documents des organismes publics et sur la protection des renseignements personnels
Lire en ligne

texte officiel

La Loi sur l'accès aux documents des organismes publics et sur la protection des renseignements personnels est une loi québécoise visant à favoriser l’accès aux documents détenus par l'État.

## Mise en contexte
Au cours des années 1980, plusieurs pays occidentaux ont manifesté leur désir d’adopter des lois visant à favoriser l’accès aux documents détenus par l'État. Ce mouvement international a influencé le gouvernement du Québec à mettre sur pied la Commission Paré afin d’étudier l'opportunité de doter la province de Québec d'une telle loi. En 1981, la Commission a déposé le rapport « Information et libertés ». Ce rapport a proposé au gouvernement de libéraliser l’accès aux documents détenus par les organismes publics et d’encadrer les renseignements personnels des citoyens afin d’améliorer la transparence de l’État et la protection de la vie privée.
Le gouvernement a retenu les recommandations du rapport et a adopté en 1982 la Loi sur l’accès. C’est aussi dans ce contexte que le gouvernement a souscrit à la recommandation du rapport d’accorder un statut prépondérant à la Loi.  Depuis son adoption, la Loi sur l’accès a subi de nombreuses modifications.

## Le champ d’application et les objectifs poursuivis
La Loi sur l’accès poursuit deux principaux objectifs. Tout d’abord, elle garantit aux individus des droits tels que l’accès aux documents des organismes publics, l’accès aux informations personnelles les concernant et le droit d’exiger leur rectification. La Loi assure aussi la confidentialité des renseignements détenus par les organismes publics. La Loi sur l’accès s’applique aussi à toute forme de document détenu par un ordre professionnel, dans la mesure prévue par le Code des professions ou par un organisme public (établissement de santé, gouvernement, ministères, etc.) dans l’exercice de ses fonctions et, ce, peu importe qui est responsable de la conservation des documents. Il existe cependant des exceptions à la loi applicables aux actes et registres de l’état civil et aux documents qui ont des fins de publicité ainsi qu'aux archives privées. 

## L'accès à l'information

### Les principes généraux d'accès
La Loi sur l'accès permet à toute personne de consulter sur place les documents des organismes publics dont la communication ne requiert ni calcul, ni comparaison de renseignements, et ce, de façon gratuite, mis à part les frais de transcription, de reproduction ou de transmission. L’accès aux documents relatifs aux droits intellectuels détenus par une personne ou les renseignements portant sur des informations ne devant pas être divulguées en vertu de la loi peuvent être refusé à tout demandeur d'accès.

### Les restrictions d'accès
La communication d'un renseignement et, selon le cas, la confirmation de son existence peuvent être refusées par le gouvernement, un ministère ou un organisme public lorsque cela a une incidence sur les relations intergouvernementales, sur les négociations entre organismes publics, sur l'économie, sur l'administration de la justice, sur la sécurité publique, sur les décisions administratives ou politiques ou sur la vérification. Cependant, dans certains cas, les pouvoirs de restriction au droit d'accès sont inapplicables.

### La procédure d’accès
La demande d’accès à un document doit être adressée au responsable de l’accès aux documents au sein de l’organisme public. Pour être recevable, elle doit être assez précise pour que le document requis puisse être retrouvé. La demande peut être écrite ou verbale. Toutefois, seule une décision provenant d’une demande écrite est susceptible de révision. 
Le responsable doit donner suite à la demande d’accès dans les vingt jours suivant sa réception. Lorsque le document requis concerne un tiers, celui-ci devra consentir à la transmission du document. Le refus d’accès à un document doit être motivé par la disposition de la loi sur laquelle il s’appuie. À défaut de respecter ce délai, le responsable est réputé refuser l’accès au document. Les documents sont conservés durant le temps requis pour permettre d’épuiser la révision prévue à la présente loi.

## La protection des renseignements personnels
Un organisme public doit prendre certaines mesures pour assurer la protection des renseignements personnels. Les renseignements permettant d’identifier une personne physique sont de nature personnelle et doivent être considérés comme confidentiels par l’organisme public qui les détient. Ainsi, en règle générale, tout organisme public doit obtenir l’autorisation de la personne concernée avant de communiquer des renseignement la concernant à un tiers. Certaines exceptions existent, notamment si l'information divulguée l'est afin de prévenir la survenance d'un crime. Les renseignements recueillis par un organisme doivent être nécessaires aux attributions et fonctions de cet organisme et doivent être détruits lorsqu’ils ne sont plus requis. 

## Les droits des personnes concernées par des renseignements personnels
Une personne physique a le droit d’avoir accès gratuitement à ses renseignements personnels. Toutefois, l’organisme pourrait exiger à l’avance des frais pour la reproduction de ces renseignement. Une personne peut aussi exiger la rectification d’un renseignement faux ou erroné.

## Le rôle de la Commission d’accès à l’information
La Commission d'accès à l'information doit assurer l’accès aux documents des organismes publics; pour ce faire, elle exerce deux fonctions principales: une fonction de surveillance et une fonction juridictionnelle. D’une part, en ce qui a trait à son rôle de surveillance, la Commission a pour fonction de surveiller l’application de la Loi d'accès et de la Loi sur la protection des renseignements personnels dans le secteur privé. À cet égard, la Commission est, entre autres, responsable de mener des enquêtes portant sur l’application de la loi. D’autre part, sur le plan juridictionnel, la Commission est notamment chargée de réviser toute décision rendue par un responsable de l'accès à l'information quant à la communication ou au refus de communication d'un document ou d'un renseignement; elle peut, dans un cas de contestation, agir à titre de médiatrice entre les parties.